# Адраст (сын Меропа)
Адраст — персонаж древнегреческой мифологии, герой «Илиады».

## Гомеровский эпос
В «Каталоге троянцев» Адраст и его брат Амфий названы сыновьями перкозийца Меропа, предсказателя, который не позволял своим детям отправиться под Трою, но дети не послушали его, увлекаемые роком.
Адраст и Амфий возглавляют войско из Адрастеи, Питиеи, Апеса и с горы Тереи. Л. А. Гиндин и В. Л. Цымбурский обращают внимание, что родина их отца Перкота не включена в этот перечень, но считается подвластной Асию Гиртакиду, из чего делают вывод, что Адраст и Амфий «выступили на свой страх и риск во главе отряда, набранного в соседних местах». Однако схолиаст «Илиады» считал, что Мероп переселился из Перкоты.
В XI песне обоих братьев-Меропидов, сражающихся вместе на колеснице, убивает греческий герой Диомед. Дж. Кирк указывает на вероятность какой-то путаницы (так как нетипично для Гомера не назвать их по имени, но лишь «сынами Меропа») и обилие в поэме их тёзок, и предполагает, что строки «Каталога» в песне XI (где строки XI. 329—332 повторяют строки II. 831—834)заменили другой, более ранний текст. Б. Хейнсворт видит в именах братьев эхо Фиванского цикла (Амфий и Амфиарай, Адраст и соимённый царь Аргоса).

## Традиция
Антимах упоминал, что Адраст (Адрест) впервые основал святилище Немесиды на берегу Эсепа, отчего эту богиню и называют Адрастеей.
Каллисфен (в передаче Страбона) связывал с именем Адраста, основателя святилища Немесиды, название равнины Адрастеи, где произошла битва при Гранике.
Согласно Аполлонию Родосскому, аргонавты по пути видят «город и Непейскую долину Адрастеи», схолии уточняют, что город Адрастея был назван от Адраста. Стефан Византийский приводит три версии названия города Адрастея, первая из названных им также связывает его с царем Адрастом.